# Atherigona angustiloba
Atherigona angustiloba är en tvåvingeart som först beskrevs av Fritz Isidore van Emden 1956.  Atherigona angustiloba ingår i släktet Atherigona och familjen husflugor.
Artens utbredningsområde är Burundi. Inga underarter finns listade i Catalogue of Life.